# Dasyhelea atrata
Dasyhelea atrata är en tvåvingeart som beskrevs av Wirth 1952. Dasyhelea atrata ingår i släktet Dasyhelea och familjen svidknott. Inga underarter finns listade i Catalogue of Life.